# ツェデブスレン・ムンフザヤ
ツェデブスレン・ムンフザヤ（Tsedevsuren Munkhzaya 1986年6月13日- ）はモンゴルのウランバートル出身の柔道選手。階級は63kg級。身長165cm。2段。

## 人物
2005年のアジアジュニア70kg級で3位になった。2006年の東アジア選手権でも3位だった。その後階級を63kg級に下げた。2007年の世界団体では3位となった。2009年のアジア選手権は3位だった。地元で開催されたワールドカップ・ウランバートルではこの年から3連覇を達成した。2011年のアジア選手権では3位だった。2012年のアジア選手権では決勝で日本の上野順恵に大外刈で敗れた。ロンドンオリンピックでは準々決勝で世界チャンピオンであるフランスのジブリズ・エマヌを判定ながら破る健闘を見せるも、準決勝でスロベニアのウルシカ・ジョルニルに大内刈で敗れると、3位決定戦でも上野に指導2で敗れて5位にとどまった。その後暫く国際大会から遠のいていたが、2015年にはグランプリ・デュッセルドルフで2位になると、アジア選手権では優勝を飾った。世界選手権では準々決勝でスロベニアのティナ・トルステニャクに敗れるも、その後の敗者復活戦を勝ち上がって3位になった。2016年のリオデジャネイロオリンピックでは初戦で敗れた。2017年1月には引退を表明した。

## 主な戦績
70kg級での戦績
- 2005年 - 環太平洋柔道選手権大会　2位
- 2005年 - アジアジュニア　3位
- 2006年 - 東アジア選手権　3位

63kg級での戦績
- 2007年 - 世界団体　3位
- 2009年 - アジア選手権　3位
- 2009年 - ワールドカップ・ウランバートル　優勝
- 2009年 - ワールドカップ・スウォン　2位
- 2010年 - ワールドマスターズ　5位
- 2010年 - ワールドカップ・カイロ　優勝
- 2010年 - ワールドカップ・ウランバートル　優勝
- 2011年 - グランプリ・デュッセルドルフ　3位
- 2011年 - アジア選手権　個人戦　3位　団体戦　2位
- 2011年 - グランドスラム・モスクワ　2位
- 2011年 - ワールドカップ・サンパウロ　優勝
- 2011年 - ワールドカップ・ウランバートル　優勝
- 2011年 - グランプリ・アムステルダム　3位
- 2011年 - グランプリ・青島　3位
- 2012年 - ワールドマスターズ　5位
- 2012年 - アジア選手権　個人戦　2位　団体戦　2位
- 2012年 - グランドスラム・モスクワ　3位
- 2012年 - ロンドンオリンピック　5位
- 2012年 - ワールドカップ・ウランバートル　2位
- 2014年 - グランプリ・タシュケント　3位
- 2015年 - グランプリ・デュッセルドルフ　2位
- 2015年 - グランプリ・トビリシ　2位
- 2015年 - アジア選手権　優勝
- 2015年 - グランドスラム・チュメニ 優勝
- 2015年 - 世界選手権 3位
- 2015年 - 世界団体　5位
- 2016年 - グランプリ・デュッセルドルフ　3位

(出典、JudoInside.com)。